# Preben Kørning
Preben Kørning (8. oktober 1941 på Frederiksberg – 10. maj 1986) var en dansk skuespiller.
Kørning blev uddannet fra Privatteatrenes Elevskole i 1967 og debuterede allerede i 1965 i Boyfriend og medvirkede allerede i 1964-1965 i opsætningen på Ungdommens Teater. Han gik til balletundervisning hos Birger Bartholin 1967-1970. Han var tilknyttet Gladsaxe Teater, Ungdommens Teater, Aalborg Teater, John Sørensens Børneteater og Ishøj Børneteater og blev desuden anvendt af DR til oplæsninger.
Preben Kørning er begravet på Bispebjerg Kirkegård.

## Filmografi
- Jeg - en kvinde (1965)
- Mig og min lillebror (1967)
- Og så er der bal bagefter (1970)
- Lille spejl (1978)